# Mary Proctor

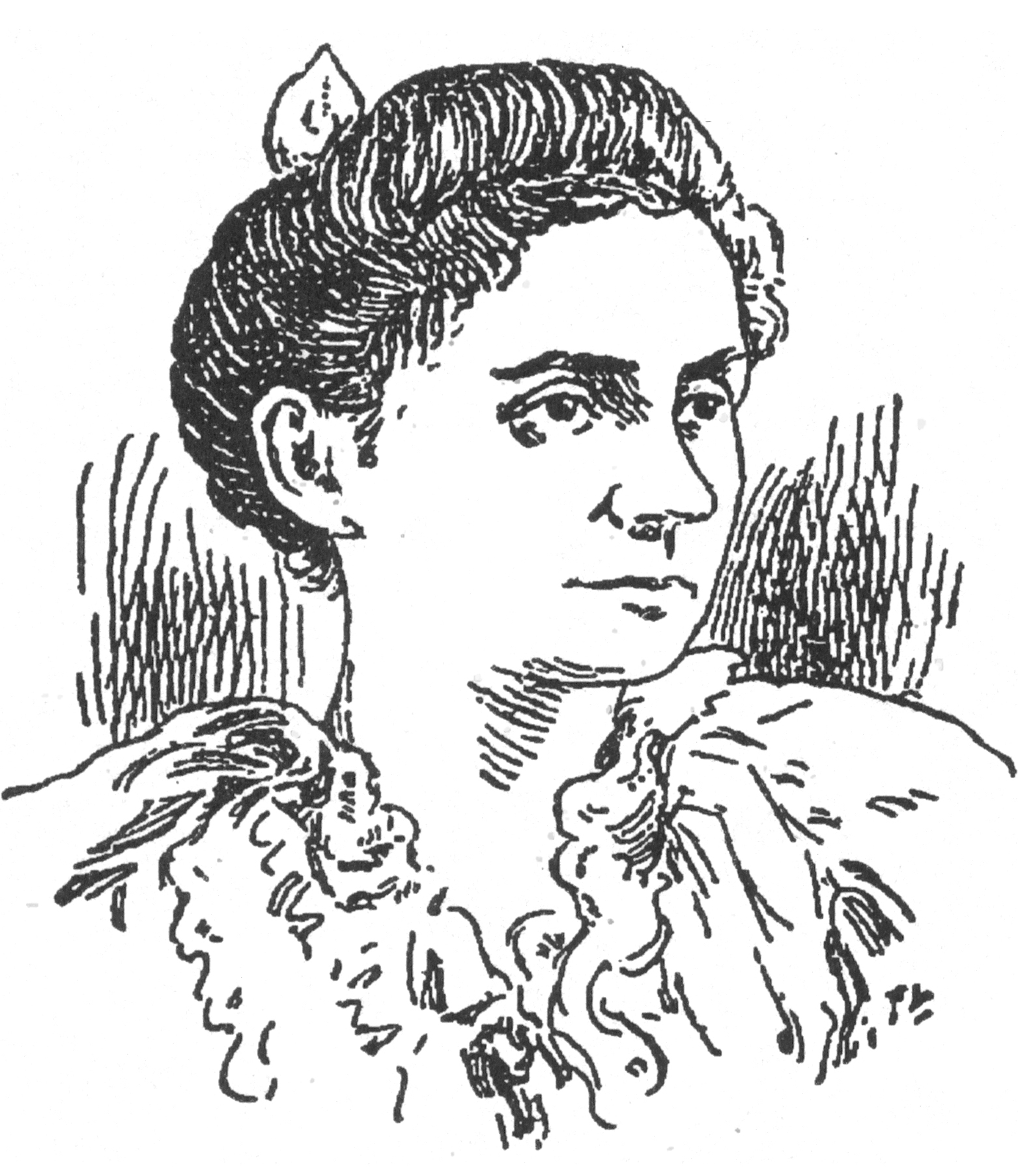
Mary Proctor (1894)

Mary Proctor (* 1862, Dublin; † 11. September 1957) war eine in Irland geborene US-amerikanische Astronomin und Schriftstellerin.
Sie war die Tochter von Richard Anthony Proctor, einem bekannten Autor. Wie ihr Vater schrieb Mary Proctor viele Artikel für Zeitungen und verfasste eine Reihe populärwissenschaftlicher astronomischer Werke.
Zu ihrem Gedenken wurde der Mondkrater Proctor nach ihr benannt (der Marskrater Proctor wurde nach ihrem Vater benannt).

## Werke
- Stories Of Starland, 1895.
- Giant Sun And His Family, 1896.
- Half Hours With The Summer Stars, 1911.
- Legends Of The Stars, 1922.
- The Children's Book Of The Heavens, 1924.
- Evenings With The Stars, 1924.
- Legends Of The Sun And Moon, 1926.
- The Romance Of Comets, 1926.
- The Romance Of The Sun, 1927.
- The Romance Of The Moon, 1928.
- The Romance Of The Planets, 1929.
- Wonders Of The Sky, 1931.
- Our Stars Month By Month, 1937
- M. Proctor and A. C. D. Crommelin, Comets, 1937.
- Everyman's Astronomy 1939.
- Comets, Meteors And Shooting Stars, 1940.